# Schwartzia geniculatiflora
Schwartzia geniculatiflora är en tvåhjärtbladig växtart som beskrevs av Gir.-cañas och Pedro Fiaschi. Schwartzia geniculatiflora ingår i släktet Schwartzia och familjen Marcgraviaceae. Inga underarter finns listade i Catalogue of Life.